# منتخب كينيا لكرة اليد
منتخب كينيا لكرة اليد هو الممثل الرسمي لدولة كينيا في رياضة كرة اليد. نافس في بطولة أفريقيا لكرة اليد للرجال وظهر فيها مرتين كانت الأولى في سنة 2004 وكانت أفضل نتيجة له فيها هي المركز الرابع وذلك في سنة 2004.

## وصلات خارجية
- الموقع الرسمي